# 沃德鎮區 (阿肯色州耶爾縣)
沃德鎮區（英語：Ward Township）是位於美國阿肯色州耶爾縣的一個行政鎮區。

## 地方資料
沃德鎮區的面積為74.12平方千米，當中陸地面積為73.03平方千米，而水域面積為1.09平方千米。根據2010年美國人口普查的數據，當地共有人口1841人，而人口密度為每平方千米24.84人。